# The Indian Woman's Pluck
The Indian Woman's Pluck è un cortometraggio muto del 1912 diretto da Frank Wilson e scritto da Muriel Alleyne.
Si conoscono pochi dati del film che, prodotto dalla Hepworth, fu distrutto nel 1924 dallo stesso produttore. Cecil M. Hepworth, in gravi difficoltà finanziarie, giunse a tanto per poter recuperare il nitrato d'argento della pellicola.

## Trama
Una ayah indiana si mette sulle tracce di un lavorante licenziato per salvare un bambino rapito.

## Produzione
Il film fu prodotto dalla Hepworth.

## Distribuzione
Distribuito dalla Hepworth, il film - un cortometraggio di una bobina - uscì nelle sale cinematografiche britanniche nel giugno 1912.